# Francisco Vázquez Requero
Francisco Javier Vázquez Requero (Segovia, 10 de junio de 1959) es un jurista, funcionario y político español, actual vicepresidente primero de las Cortes de Castilla y León y procurador desde 2019 y secretario general del Partido Popular de Castilla y León desde 2017.
Anteriormente fue presidente de la Diputación Provincial de Segovia desde 2011 hasta 2019.

## Biografía
Licenciado en Derecho por la Universidad Complutense de Madrid. Tiene un máster en derecho público y autonómico, y es también especialista en derechos fundamentales de la Unión Europea.
Es técnico del cuerpo superior de la administración autonómica de Castilla y León y está en excedencia desde 1998 del cargo de jefe de servicio de Fomento.

## Trayectoria política
Fue procurador en las Cortes de Castilla y León desde 1995 a 2004, siendo portavoz del Grupo Parlamentario Popular durante dos años y medio. 
Fue senador del Partido Popular durante dos legislaturas por la circunscripción de Segovia (desde el 14 de marzo de 2004 al 14 de enero de 2008, y del 9 de marzo de 2008 al 26 de septiembre de 2011).
Desde 1994 hasta 2000, fue secretario provincial del Partido Popular en Segovia, año en que pasó a ser presidente provincial y miembro de la Junta Directiva Nacional.
Elegido concejal del ayuntamiento de Segovia en las elecciones municipales de 2003, 2007, 2011 y 2015. Desde 2015, pertenece a la junta de gobierno de la Federación Española de Municipios y Provincias.
A partir de 2011, es presidente de la Diputación Provincial de Segovia.
Desde abril de 2017, es también secretario general del Partido Popular de Castilla y León.